# Alma Guillermoprieto
Alma Estela Guillermoprieto (Ciudad de México, 27 de mayo de 1949) es una periodista, profesora, bailarina y escritora mexicana que vive en Colombia.

## Biografía profesional
Creció en la Ciudad de México, pero en su adolescencia se mudó, junto con su madre, a Nueva York, donde estudió danza moderna. En 1968 fue contratada para dictar clases de danza contemporánea en la Escuela Nacional de Arte, Cuba (sus recuerdos de esa época los recogió en el libro La Habana en un espejo). Fue bailarina profesional hasta 1973.
Su carrera periodística comenzó a mediados de la década del 70 escribiendo en The Guardian, diario británico para el que cubrió la insurrección nicaragüense, y más tarde se pasó al Washington Post, periódico estadounidense en el que reveló la masacre del Mozote en El Salvador. En los años ochenta, fue jefa para América del Sur de la revista Newsweek. En la década siguiente comenzó a escribir largos reportajes para las revistas The New Yorker y The New York Review of Books. Esas crónicas fueron recogidas posteriormente en libro bajo el título de Al pie de un volcán te escribo.
En abril de 1995, Gabriel García Márquez la invitó al taller inaugural de la Fundación Nuevo Periodismo Iberoamericano en Cartagena de Indias, Colombia, y desde entonces ha dado diversos talleres para jóvenes periodistas en todo el continente.[cita requerida]
En 2008 fue nombrada profesora visitante en el Centro para Estudios Latinoamericanos de la Universidad de Chicago.[cita requerida]
En 2017 recibe el Premio Ortega y Gasset en la categoría de Trayectoria Profesional.
En 2018 es galardonada con el Premio Princesa de Asturias de Comunicación y Humanidades, según el jurado "en reconocimiento "a su larga trayectoria profesional y su profundo conocimiento de la compleja realidad de Iberoamérica, que ha transmitido con enorme coraje también en el ámbito de la comunicación anglosajona", y fue la tercera mujer que consigue este reconocimiento.
En 2020, ganó el Premio Nacional de Periodismo 2019, por su trayectoria. También se reconoció el impacto internacional de su trabajo periodístico, la honestidad, compromiso y humildad, así como la inspiración que su trabajo le ha inspirado a las nuevas generaciones.

## Premios
- Premio Maria Moors Cabot en 1990.
- Premio a los Medios de la Latin American Studies Association (1992)
- Premio MacArthur Foundation Fellow en 1995
- Doctorado honoris causa, Baruch University (2008)
- Cátedra Julio Cortázar de la Universidad de Guadalajara (2008)
- Overseas Press Club Award (2009)
- Premio Ortega y Gasset de Periodismo (2017)[7]
- Premio Princesa de Asturias de Comunicación y Humanidades (2018)[8]
- Premio Nacional de Periodismo 2019, en la categoría de trayectoria (2020)

## Obra
- Samba (1990), sobre una temporada en una escuela de samba en Río de Janeiro
- El año en que no fuimos felices (1998) Colección de artículos sobre la crisis mexicana
- Al pie de un volcán te escribo — Crónicas latinoamericanas (1995; publicada primero en inglés, el año anterior, bajo el título de The Heart That Bleeds: Latin America Now)
- Las guerras en Colombia: Tres ensayos (1999)
- Looking for History: Dispatches from Latin America (2001) Recopilación de artículos
- La Habana en un espejo (2005; publicada primero en inglés, el año anterior, bajo el título de Dancing with Cuba)
- Desde el país de nunca jamás (2011)
- Los Placeres y los días (2015). Ediciones Almadía S.C./UNAM. México.
- ¿Será que soy feminista? (2020).[9]